# 테르모프로테우스 네우트로필루스
테르모프로테우스 네우트로필루스는 테르모프로테우스속에 속하는 한 종이다.